# Herpyllus australis
Herpyllus australis är en spindelart som först beskrevs av Holmberg 1881.  Herpyllus australis ingår i släktet Herpyllus och familjen plattbuksspindlar. Inga underarter finns listade i Catalogue of Life.